# Titan 34D

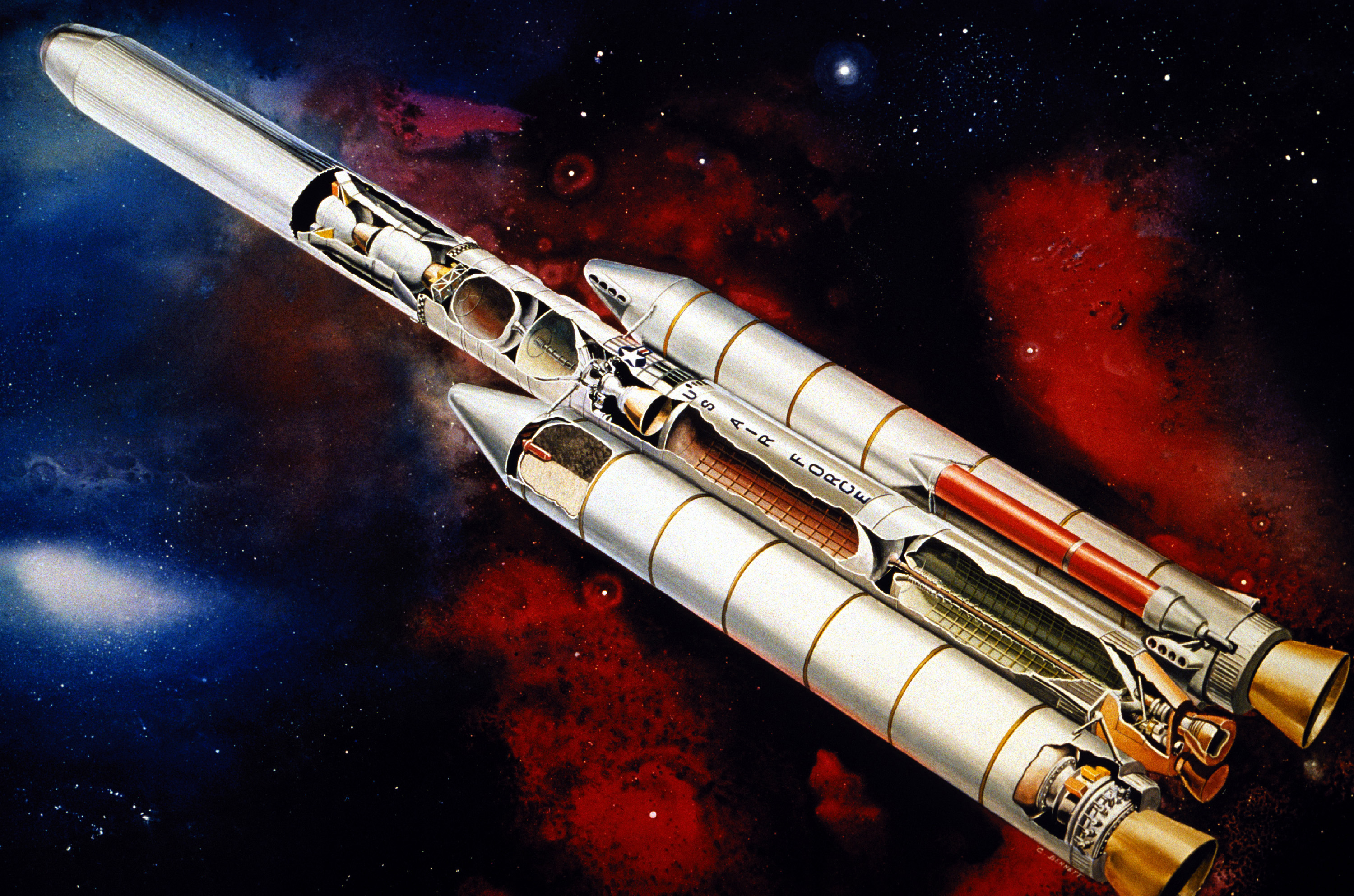
Titan 34D в представлении художника

«Титан-34D»  — американская ракета-носитель тяжелого класса, семейства Титан.